# Oficer ordynansowy
Oficer ordynansowy – tytuł oficera Wojska Polskiego II RP „stojącego poza sztabem, przeznaczonego do wykonywania wyłącznie bezpośrednich zleceń dowódcy jednostki wyższej” (od dywizji i brygady oraz równorzędnych wzwyż).
Oficerom ordynansowym Prezydenta RP, Naczelnego Wodza, Ministra Spraw Wojskowych, szefa Sztabu Generalnego WP i szefa Administracji Armii przysługiwał tytuł adiutanta przybocznego.